# خوسه گوسمان (بازیکن بسکتبال)
خوسه گوسمان (اسپانیایی: José Guzmán‎؛ زادهٔ ۱۰ مهٔ ۱۹۳۷) بازیکن بسکتبال اهل پرو بود. وی در بازی‌های المپیک تابستانی ۱۹۶۴ شرکت کرده‌است.